# Lake View (Alabama)
Pour les articles homonymes, voir Lakeview.
Ne doit pas être confondu avec Lakeview (Alabama).
Lake View est une municipalité américaine située dans le comté de Tuscaloosa en Alabama.
Selon le recensement de 2010, sa population est de 1 943 habitants. La municipalité s'étend alors sur une superficie de 1,83 milles carrés (4,74 km2), dont 0,23 milles carrés (0,6 km2) d'étendues d'eau.
Lake View devient une municipalité en février 1998. Autrefois appelée Lakeview, en un mot, elle a du changer de nom puisqu'une autre municipalité d'Alabama s'appelait déjà Lakeview.

## Démographie
| 2000  | 2010  | - | - |
| ----- | ----- | - | - |
| 1 357 | 1 943 | - | - |